# Le Chemin de la vie
Pour les articles homonymes, voir Les Chemins de la vie.
Pour plus de détails, voir Fiche technique et Distribution.
Le Chemin de la vie (en russe : Путёвка в жизнь, Poutiovka v jizn) est un film soviétique réalisé par Nikolaï Ekk, sorti en 1931,,. Le scénario est inspiré par le livre de Matvei Pogrebinski écrit en collaboration avec Maxime Gorki La Commune de travail OGPU (Трудовая коммуна ОГПУ, 1928) connu également sous le titre La Fabrique de l'homme (Фабрика людей) narrant l'histoire de la colonie d'enfants Bolchevskaïa dans l'oblast de Moscou que Pogrebinski avait dirigée en 1926-1928, appliquant les méthodes éducatives élaborées par Anton Makarenko,.

## Synopsis
Les enfants orphelins volent, se prostituent et peuvent parfois tuer. Aussi il est décidé d'organiser une rafle pour les empêcher de vivre dans la rue. Mais pour éviter qu'ils s'échappent comme à l'accoutumée, un pédagogue « moderne » (joué par Nikolaï Batalov) décide de prendre le contre-pied de leurs attentes et de les laisser libres de venir travailler avec lui dans une colonie de l'est du pays. Intrigués, les enfants le suivent et découvrent les vertus du travail et la satisfaction de se voir accorder des responsabilités,,.

## Fiche technique
- Titre : Le Chemin de la vie
- Titre original : Путёвка в жизнь
- Réalisation : Nikolaï Ekk
- Scénario : Nikolaï Ekk, Regina Yanushkevich et Alexandre Stolper
- Assistant réalisateur : Sergio Grieco[9]
- Musique : Yakov Stollyar
- Photographie : Vassili Markelovitch Pronine
- Direction artistique : Ivan Stepanov
- Production : Mejrabpomfilm
- Son : Evgueni Nesterov (ru)
- Pays d'origine : URSS
- Format : Noir et blanc - Mono
- Genre : Drame
- Durée : 105 minutes
- Date de sortie : 1931

## Distribution
- Nikolaï Batalov : Nikolaï Sergueïev, directeur du foyer pour enfants
- Yvan Kyrla : 'Dandy' Mustapha
- Mikhaïl Dzhagofarov : Nikolaï 'Kolka' Rebrov
- Mikhaïl Jarov : Fomka Zhigan, chef des enfants des rues
- Aleksandr Novikov : Vaska Bousa, membre de la bande d'enfants
- Maria Andropova : Maria Skriabina, travailleuse sociale
- Vladimir Vesnovsky : M. Rebrov, le père de Nikolaï
- Maria Gonta : Lelka
- Nikolaï Gladkov : Samguine, commerçant
- Viktor Lazarev : enfant des rues
- Vladimir Ouralski : responsable du service social
- Regina Yanushkevich : Mrs. Rebrova, la mère de Nikolaï
- Rina Zelionaïa : enfant des rues
- Gueorgui Jjionov : enfant des rues
- Vassili Katchalov : introduction

## Autour du film
- Il s'agit du premier film parlant soviétique[10].
- Première apparition au cinéma de Rina Zelionaïa et de Gueorgui Jjionov.
- Le film est dédié à Félix Dzerjinski.

## Distinctions
- Prix (non officiel, car il n'y avait pas de jury) du meilleur réalisateur à la Mostra de Venise 1932.